# おとし穴 (映画)
『おとし穴』（おとしあな）は、安部公房原作・脚本の日本映画。勅使河原宏監督、井川比佐志主演により1962年（昭和37年）7月1日にATG・チェーン劇場で公開された。勅使河原プロダクション第1回作品。ATG第3回上映作品（初の邦画配給作品）。本作は、1960年（昭和35年）10月20日に九州朝日放送で放映されたテレビドラマ『煉獄』を映画化したものである。昭和37年度のキネマ旬報ベストテンの第7位。
撮影は1961年（昭和36年）7月15日から9月25日まで、福岡県嘉穂郡庄内の三菱鯰田鉱業所を主な舞台としてオール・ロケーションで行われた。出演者はメイン・キャストを除き地元民によるもので、少年役は坑内夫・宮原義男の長男（小学2年生）が起用された。また、安部公房やプロデューサーらが端役でエキストラ出演した。
安部公房の脚本テキストは、1962年（昭和37年）3月10日発売の雑誌『キネマ旬報』3月号別冊（名作シナリオ集）に掲載された。また同年6月20日発売の雑誌『アートシアター』3号にも再録された。なお、「菓子と子供」と題された第一稿のシナリオは、前年1961年（昭和36年）、雑誌『シナリオ』5月号に掲載された。映画題名の他候補として、｢明日を探せ」「おとしあな」「夜が来る」「死を搬ぶ者」「明けない夜」「影の時代」「明日は何処へ？」「死んだ時」などの安部公房のメモがあった。

## あらすじ
2人の炭鉱夫A、Bは、Aの幼い息子を連れて、きついヤマから逃げ、百姓を騙して飯にありつきながら、一軒の労働下宿（宿泊をかねた私設職安）にたどり着いた。さっそくAとBは港湾の仕事をした。労働下宿の主人は、Aと1枚の写真と見比べ、次の仕事先を斡旋した。その写真はAとBが百姓の土地で炭が採れるふりをしていた時に、サラリーマン風の謎の男Xに隠し撮られたものだった。Aは渡された略図を手に息子と指定された場所へ向かった。駄菓子屋の女に道を訊き、陥没湖沼のそばを歩いていたAは、背後から近づいた男Xに突然ナイフで刺殺された。息子はその時ちょうど草むらで蛙を捕まえていた。一部始終を目撃していた駄菓子屋の女は男Xから口止め料を渡され、警察に虚偽の供述をするよう強要された。
死んだAの体から幽霊のAが分離した。駄菓子屋の女は交番に行き、Xの言った通りの虚偽の目撃談を話し、犯人は右耳の上に禿げがあると言った。憤慨しながら事件の現場検証を見ているAの幽霊に、同じ幽霊の身の見知らぬ男が声をかけた。真相を知りたがるAに見知らぬ男は、「知れば知るほどつらさが増すばかりだ」と言うが、Aは新聞記者とカメラマンの跡を追った。記者らはAが平山炭坑の第二組合の委員長・大塚と瓜二つなのを知り、第二組合長が替え玉を使い、犯人を右耳の上に禿げがある第一組合副委員長・遠山に見せかけた犯行かと考えた。自分が記者に疑われていると思った大塚は、容疑者の遠山が駄菓子屋の女の目撃証言を変えさせるのではないかと考え、遠山に電話し、真相を確かめるために2人で駄菓子屋へ行こうと提案した。
先に駄菓子屋へ着いた大塚が店の女の死体を発見した。女は巡査との情事の際中に店にやって来た男Xに殺されていたのだった。脅えた巡査は裏口から逃げていた。大塚を見てAの息子は、「とうちゃん…」と声をかけるが、大塚が近づくと逃げ去った。一方その時、遠山も駄菓子屋に着き、店の中で狼狽している大塚を覗き見た。大塚は遠山に女殺しの犯人呼ばわりをされ、遠山の罠にはめられたと思った。2人はその場で取っ組み合いの喧嘩となり、沼に捨てられてあったナイフを掴んだ遠山は大塚を刺し、大塚は遠山の首を絞め、2人とも死んだ。その一部始終をAの息子は見ていた。2人の死体を男Xが確認し、手帳に何かをメモした。それを見ていた幽霊のAと駄菓子屋の女は、「あんた、誰じゃ？！」、「なんで、うちを殺したんね！」と男Xに叫び、スクーターで去ってゆく男Xを、茫然と見送った。Aは、「ああ、腹の減ったァ…」と、しゃがみこんですすり泣きはじめた。Aの息子は、父親に似ている大塚の死体の肩先をつついていた。やがてAの息子は、駄菓子屋のお菓子をポケットに詰め込み、泣きながらそれをかじり、何かを断ち切るように駆け出して行った。

## スタッフ
- 作・脚本：安部公房
- 監督：勅使河原宏
- 撮影：瀬川浩
- 音楽：一柳慧、高橋悠治
- 美術：山崎正夫
- 照明：久米光男
- 録音：奥山重之助
- 編集：守随房子
- 制作：大野忠

## キャスト
- 坑夫A：井川比佐志
- 坑夫の息子：宮原カズオ　※ロケ地元民の坑内夫・宮原義男の長男（小学2年生）
- 坑夫の仲間B：大宮貫一
- 男X：田中邦衛
- 第二組合長・大塚：井川比佐志
- 第一副組合長・遠山：矢野宣
- 駄菓子屋の女：佐々木すみ江
- 百姓：松尾茂
- 巡査：観世栄夫
- 記者：佐藤慶
- カメラマン：金内喜久夫
- 労働下宿の主人：松本平九郎
- そのおかみ：奈良あけみ
- 見知らぬ男（幽霊）：島田屯
- 第二組合員：袋正
- 死体収容人：安部公房
- バスの乗客：武満徹
- 荷役の現場監督：大野忠

ほか、KBC放送劇団、地元の人々

## 試写会上映
1962年2月13日 18:00　虎ノ門共済ホール
東京映画愛好会連合のミリオン・パール賞授賞式にて上映。ほか、上映館決定に至るまでに数回の試写会が行われた。

## 受賞
1962年度シナリオ作家協会賞。NHK新人監督賞。日本映画記者会賞。1962年度キネマ旬報ベストテンの第7位

## 映像ソフト
- 1990年12月1日、CBS/SONYグループよりビデオテープ発売。
- 2002年4月14日、角川映画より発売されたDVD『勅使河原宏の世界 DVDコレクション』に所収。

## 初版刊行本
- 『現代文学の実験室1 安部公房集』（大光社、1970年6月5日）